# Roberta Oberti
Roberta Oberti (Milano, 10 marzo 1952) è una chimica italiana.

## Biografia
Laureata con lode in chimica a Pavia, è stata dirigente di ricerca e associata senior all'Istituto di Geoscienze e Georisorse del CNR; è socia dell'Accademia delle Scienze di Torino.
Oberti è nota per i suoi contributi nella modellizzazione cristallochimica delle famiglie di minerali delle rocce, al fine di comprendere i processi geologici, e nella comprensione dei meccanismi di deprotonazione negli anfiboli e delle loro implicazioni petrologiche ed elettrochimiche.

## Riconoscimenti
- (1986) Premio Ugo Panichi[3].
- (1994) Premio "Hawley medal"[4].
- (2007) Medaglia Plinius[5].
- (2013) Premio AIC Mario Mammi[6]
- (2016) Premio Feltrinelli[7].

## Pubblicazioni (parziale)
- Introduzione alla chimica, di Richard E. Dickerson, Irving Geis, Giovanna Bolognesi, Martino Bolognesi e Roberta Oberti, Zanichelli, Bologna, 1981.
- Synthesis and crystal-structure refinement of synthetic fluor-pargasite: supplementary unpublished material, 1995.
- Al disorder in amphiboles from mantle peridotites: supplementary unpublished material, 1995.
- Sodium at the A̳ site in clinoamphiboles: the effects of composition on patterns of order: supplementary unpublished material, 1996.
- Synthetic fluoro-amphiboles, 1998.
- On the classification of amphiboles, di Frank C. Hawthorne e Roberta Oberti, Mineralogical Association of Canada, Ottawa, 2006.
- Amphiboles: crystal chemistry, occurrence, and health issues, di Frank C. Hawthorne, Roberta Oberti, Giancarlo Della Ventura e Annibale Mottana, Mineralogical Society of America, Chantilly, 2007.
- Short course on amphiboles, di Bertrand Fritz e Roberta Oberti, Schweizerbart, Stuttgart, 2008.
- The contribution of mineralogy to cultural heritage: university textbook, di Gilberto Artioli e Roberta Oberti, European Mineral Union and the Mineralogical Society of Great Britain & Ireland, London, 2019.
- Duecento anni di cristalli misti, di Giovanni Ferraris e Roberta Oberti, Accademia delle Scienze, Torino, 2019[8].